# Michel Mathieu (fonctionnaire)
Pour les articles homonymes, voir Mathieu et Michel Mathieu.
Michel Mathieu, né le 25 juillet 1944 à Montpellier (Hérault) où il est mort le 30 septembre 2010,, est un haut fonctionnaire français,,. Michel Mathieu s'est rendu célèbre à la fin de sa carrière en démissionnant de façon tonitruante après les déclarations d'un secrétaire d’État en visite officielle.

## Formation
Michel Mathieu est licencié en droit et diplômé de l'Institut d'études politiques de Paris. Il est ancien élève de l'École nationale d'administration (promotion Rabelais 1971-1973). Il a été auditeur de l'Institut des hautes études de la défense nationale (IHEDN).

## Carrière de haut fonctionnaire
Nommé sous-préfet en 1977 et préfet en 1985, Michel Mathieu a principalement occupé des postes dans la préfectorale. En 2001, il est nommé haut-commissaire de la République, délégué du gouvernement, en Polynésie française, puis en septembre 2005 haut-commissaire de la République, délégué du Gouvernement en Nouvelle-Calédonie,.
Le 15 octobre 2007, il démissionne de son poste de haut-commissaire délégué du gouvernement de la République en Nouvelle-Calédonie lors de la visite sur le territoire du secrétaire d'État à l'Outre-mer Christian Estrosi, accusant celui-ci « d’avoir ouvert une crise politique » après avoir déploré en fin de semaine précédente, à Nouméa, « que trop souvent en Nouvelle-Calédonie, l'État avait été trop absent et que son invisibilité nuisait à son autorité. Alors que de nombreuses grèves paralysent actuellement le Caillou, essentiellement à l'appel de l'Union syndicale des travailleurs kanaks exploités, il avait encore officiellement et solennellement demandé au haut-commissaire de tout mettre en œuvre pour que des travailleurs ne puissent plus être empêchés de travailler par quelques-uns. ». Cette déclaration suivie de la démission du haut-commissaire entraînent la réaction à l'encontre du secrétaire d'État, du président de la République Nicolas Sarkozy qui, le 17 octobre, déclare en conseil des ministres que « le temps où l’on révoquait des préfets pour des raisons politiques [était] révolu ». Le soir, devant l’état-major de l’UMP réuni à l’Élysée, il prend à témoin quelques membres du gouvernement présents et déclare : « Voilà ce qui arrive quand on est trop sûr de soi. » Cette démission est aussitôt suivie d'une déclaration du bureau politique du Front de libération nationale kanak et socialiste (FLNKS) dénonçant « le risque potentiel que le brusque changement de politique affichée par Estrosi fait courir à la Nouvelle-Calédonie. [...] La démission pour le moins retentissante du haut-commissaire, intervenant après des prises de positions irresponsables, ouvre de fait une crise politique. »,
,.
Le 18 décembre 2007, Michel Mathieu est chargé par Jean-Louis Borloo (ministre de l’Écologie, de l’énergie, du développement durable et de l’aménagement du territoire) et Dominique Bussereau (secrétaire d’État chargé des Transports) d'un « audit sur la modernisation de l'apprentissage de la conduite et de l'examen du permis de conduire ». Il rend son rapport d'audit le 23 mai 2008, rapport qui n'est pas « enterré » mais donne lieu à de nombreuses concertations avec les parties concernées,.

## Récompenses et distinctions

### Décorations
- Officier de la Légion d'honneur[3]
- Officier de l'ordre national du Mérite
- Officier de l'ordre du Mérite agricole
- Croix de chevalier de l'ordre du Mérite[11]

### Hommage
Une salle porte son nom à l'antenne de la subdivision administrative de Poindimié depuis le 24 février 2012.